# Kordī Kolā
Kordī Kolā (persiska: كردی كلا) är en ort i Iran.   Den ligger i provinsen Mazandaran, i den norra delen av landet, 100 km norr om huvudstaden Teheran. Kordī Kolā ligger 1 meter över havet och antalet invånare är 432.
Terrängen runt Kordī Kolā är varierad. Runt Kordī Kolā är det ganska tätbefolkat, med 80 invånare per kvadratkilometer. Närmaste större samhälle är Nowshahr, 1,9 km nordost om Kordī Kolā. I omgivningarna runt Kordī Kolā växer i huvudsak blandskog.